# Gemeentehuizen van Wisch
De Gelderse gemeente Wisch (1818-2005) heeft verschillende gemeentehuizen gehad.

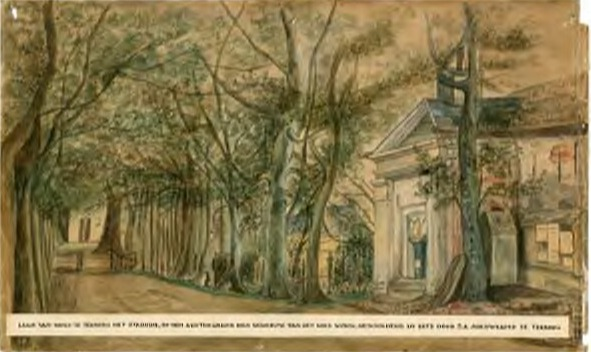
Links de Laan van Wisch richting het kasteel. Rechts het raadhuis in Terborg, tot 1855..

## Raadhuis in Terborg (tot 1855)
Terborg was van oudsher het bestuurlijk centrum van de hoge heerlijkheid Wisch. Bij Terborg staat nog steeds het kasteel van de heren van Wisch. In het aanpalende stadje Terborg stond het raadhuis, van waaruit de magistraat de stad bestuurde en de drosten in naam van hun heer het bewind voerden over de heerlijkheid, met o.a.de dorpen Varsseveld en Silvolde. In 1811 werd door de Franse bezetter besloten om de voormalige heerlijkheid te splitsen in de burgerlijke gemeenten Varsseveld en Terborg (met Silvolde). Van 1812 t/m 1817 waren Varsseveld en Terborg dus zelfstandige gemeenten. In 1818 werden beide samengevoegd tot de gemeente Wisch. Het bestuurlijk centrum bleef in Terborg. Het raadhuis was handig gesitueerd naast de NH-kerk en aan het begin van de oprijlaan naar het kasteel Wisch. In 1855 werd het raadhuis verplaatst naar Varsseveld. Krachtens raadsbesluit van 16 juni 1880 werd het, destijds zeer bouwvallige, raadhuis in Terborg afgebroken.

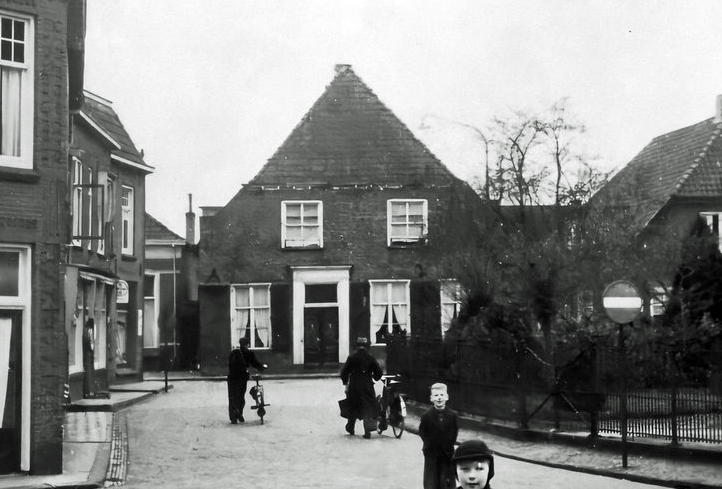
Het eerste gemeentehuis aan het Kerkplein (1855-1867).

## Raadhuis naar Varsseveld (1855)
De kortstondige zelfstandigheid was Varsseveld blijkbaar goed bevallen, want in 1821, 1849 en 1854 werden pogingen ondernomen om opnieuw zelfstandig te worden c.q. het raadhuis naar Varsseveld te verplaatsen. Na twee vergeefse pogingen lukte het. Dankzij de bepalingen in de Gemeentewet 1851 waardoor Varsseveld een meerderheid in de raad verkreeg. De gemeenteraad besloot op 22 september 1854, met  zes tegen vijf stemmen, om het gemeentehuis te verplaatsen naar Varsseveld. Dit was zeer tegen de zin van de Terborgenaren en ook burgemeester Jan van der Zande zag dit niet zitten. Hij heeft nog geprobeerd het raadsbesluit door de Kroon te laten vernietigen, maar kreeg daar geen gehoor. Dit bleef een punt van ongenoegen, want in 1926 werd opnieuw, via een soort petitie, geprobeerd om het gemeentehuis terug te krijgen.

## Het eerste gemeentehuis aan het Kerkplein (1855-1867)
Burgemeester Van der Zande en de secretarie verhuisden medio 1855 naar Varsseveld. Ze vestigden zich in een fraai pand aan het Kerkplein 11, van oudsher bekend als het Schatbeurdershuis. In die tijd was het aantal ambtenaren nog heel beperkt. Op de secretarie werkten hooguit drie personen en de burgemeester was ook gemeentesecretaris. Het huis werd ca. 1953 afgebroken. Op deze plek stonden later o.a. een drukkerij en een Chinees Restaurant.  

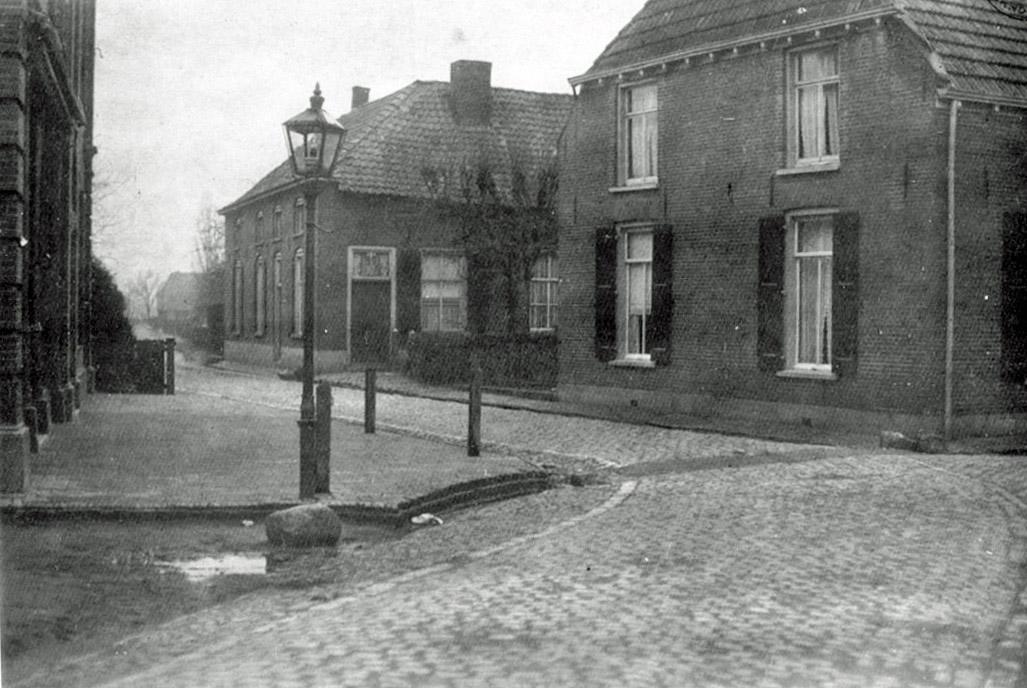
Rechts het gemeentehuis op C1 (1867-1890), links de voorgevel van De Zwaan.

## Het gemeentehuis op C1 (1867-1890)
Op 31 maart 1867 maakte de burgemeester bekend dat vanaf de maandag daarop de secretarie werd gevestigd in het huis van de arts en wethouder Gerrit Arentzen, op de hoek van de huidige Van der Zandestraat en de Dames Jolinkweg en tegenover het logement De Zwaan. Het pand, ter plekke bekend als C1, was eigendom van dokter Arentzen  maar het werd niet door hem bewoond. Arentzen verhuurde het o.a. aan een belastingontvanger en aan een schoolhoofd. Bij zijn overlijden in 1881 legateerde hij het aan de gemeente Wisch. Het heeft van 1867 tot 1890 dienst gedaan als gemeentehuis en telegraafkantoor, waarna het werd verbouwd tot onderwijzerswoning. G.H. Marsman, hoofd der Openbare Lagere School (OLS), was na 1890 de eerste bewoner. Dit voormalige gemeentehuis werd in 1960 gesloopt.  

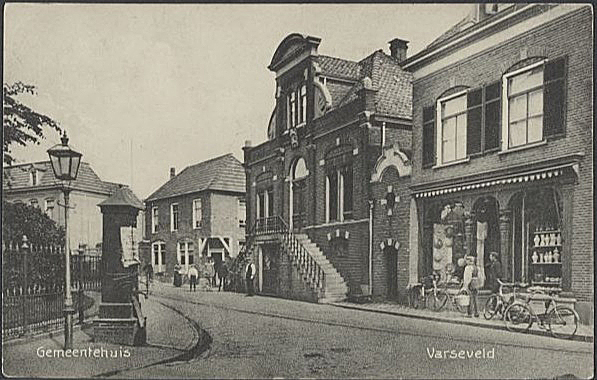
Het tweede gemeentehuis aan het Kerkplein (1890-1928)

## Het tweede gemeentehuis aan het Kerkplein (1890-1928)
In 1885 werd mr. W.D. Bosch burgemeester van Wisch. Hij vestigde zich privé in Terborg, maar het gemeentehuis bleef in Varsseveld. Sterker nog: er kwam een deftiger en meer centraal gelegen werkplek dan het traditionele pand C1. Nadat de O.L.-school aan het Kerkplein in 1886 werd vervangen door een groter pand aan de Schoolstraat kreeg de architect Hendrik J.L. Ovink uit Doetinchem opdracht om het oude schoolgebouw te verbouwen tot een representatief gemeentehuis. Het nieuwe gemeentehuis, met statige trap aan het Kerkplein, werd in 1890 in gebruik genomen. De werkruimtes en raadszaal bevonden zich op de eerste verdieping en op de zolder werd het archief bewaard. Op de benedenverdieping was plaats voor de gevangenis, de brandspuit, de waag en de botermarkt.  

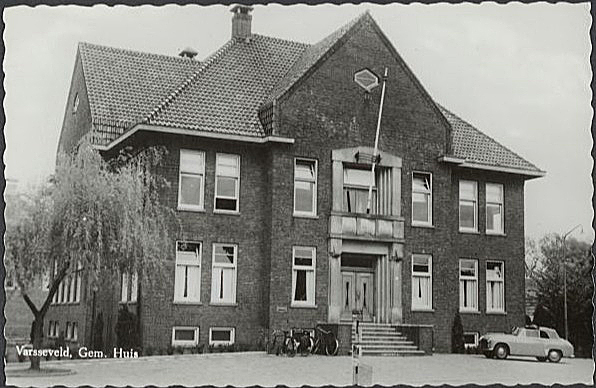
Het derde gemeentehuis aan het Kerkplein (1928-2005).

## Het derde gemeentehuis aan het Kerkplein (1928-2005)
In 1926 werd, onder leiding van gemeentearchitect P.C. Rijkse, een begin gemaakt met de bouw van een nieuw gemeentehuis, achter het oude. In het voorjaar van 1928 was het klaar en het werd op 28 juni 1928 door burgemeester S.J. Karsten officieel geopend. Het nog aanwezige voorste deel van het oude gemeentehuis en het naastgelegen pand, de winkel van Barend J.H. Hesselink, werd gesloopt, waardoor het gebouw in de vrije ruimte kwam te staan. Verbouwd en uitgebreid in 1993/'94. In 2005 fuseerden de gemeenten Wisch en Gendringen tot Oude IJsselstreek. Het gemeentehuis kwam in Gendringen. Het gemeentehuis in Varsseveld werd het hoofdkantoor van de zorgorganisatie Sensire,